# BMX
BMX of fietscross (niet te verwarren met cyclocross) is een wielersport, extreme sport en een olympische sport sinds de Spelen van Peking in 2008. Het woord BMX komt van het Engelse Bicycle Motocross (de X staat dus voor cross).
BMX ontstond jaren twintig in Groot-Brittannië, waar tientallen clubs wedstrijden organiseerden tussen Engeland, Schotland en Wales. In Nederland werd fietscross na de oorlog uitgevonden in Hilversum en het Groningse Eenrum, los van elkaar en los van de Britten. Met die laatsten organiseerden de Hilversumse Hollandse Welpen wel de eerste "interland" in april 1950.
Het fietscrossen ontstond uit de motorcross, waarbij men met een motorfiets over zanderige en heuvelige terreinen reed. Fietscross, zoals de sport in Nederland genoemd wordt, is als georganiseerde sport ontstaan in het begin van de jaren tachtig. De sport heeft tot midden jaren tachtig een enorme groei doorgemaakt. Hierdoor waren er wereldwijd diverse BMX-teams actief, zoals Hutch, Redline en Mongoose.
Tegenwoordig bestaat de sport uit zes disciplines met drie verschillende typen fietsen.

## BMX-racen
Bij het BMX-racen gaat het erom wie er  het snelst het parcours aflegt. Een parcours bestaat uit een startheuvel met starthek, verschillende soorten obstakels waar men met bepaalde technieken zo snel mogelijk overheen dient te komen en een aantal kombochten. De gemiddelde lengte van een fietscrossbaan zal rond de 400 meter liggen. Per race doen er maximaal 8 BMX-ers mee. 
De wedstrijden worden verreden in een knock-out stijl competitie, beginnend met manches, waarbij de eerste vier doorgaan en de andere vier rijders afvallen. De eerste vier rijders gaan door naar de achtste, kwart en halve finales. Hierbij gaan telkens de eerste vier rijders door. Uiteindelijk word de finale gereden door 8 rijders.

## Freestyle
Freestyle heeft nog een vijftal afsplitsingen: Dirt, Street, Park, Vert en Flatland.

## Afsplitsingen

### Dirt
Dirt wordt ook wel Trails genoemd. Dit is een reeks van jumps gemaakt met aarde of klei waar over gesprongen kan worden. De jumps kunnen tafels- (table) of jumps met een gap(gat) tussen een jump en een landing zijn. Hier gaat het niet om snelheid maar om de trucs en de flow.

### Street
Stunts uitvoeren op straat door te "grinden" (de fiets balanceren op een buis, randen van bankjes en dergelijke) of op allerlei obstakels te springen, bijvoorbeeld: ledges (richels), stairs (trappen) en banks (vluchtheuvels). De BMX wordt hierbij gebruikt als een stalen constructie om mee te stunten. Deze soort BMX is geïnspireerd door skateboarden. Veel freestyle motorcrossers kijken voor nieuwe tricks naar BMX street. Street lijkt qua tricks heel veel op park alleen de filosofie achter street is heel anders dan die van park. Bij street gebruik je de omgeving voor je tricks terwijl hij er helemaal niet voor bedoeld is. Dit geeft het vrije gevoel wat bmx rijders bij street hebben. Bij park zijn alle obstakels er juist voor gebouwd om stunts op te doen. Ook is er een verschil in geometrie (de hoeken en lengtes waarvan de buizen van een BMX-frame op elkaar gelast zijn) en parts, vergeleken met park.

### Park
Stunts uitvoeren op een skatepark door te "grinden" (de fiets balanceren op een buis of een rand van een obstakel) of te springen over een funbox en andere obstakels zoals jumpramps (schans), miniramps (lijkt op een halfpipe maar dan zonder verticale stukken), banks en Quarter pipes. Veel freestyle motorcrossers kijken voor nieuwe tricks naar BMX park.

### Vert
Stunts uitvoeren in een halfpipe ("halve pijp" met uiteinden die loodrecht lopen). Een belangrijk aspect van vert is, dat het wordt uitgevoerd in een halfpipe waarvan de uiteinden precies loodrecht met de grond staan, recht omhoog. Een miniramp is een halfpipe waarvan de uiteinden net niet recht omhoog lopen. 

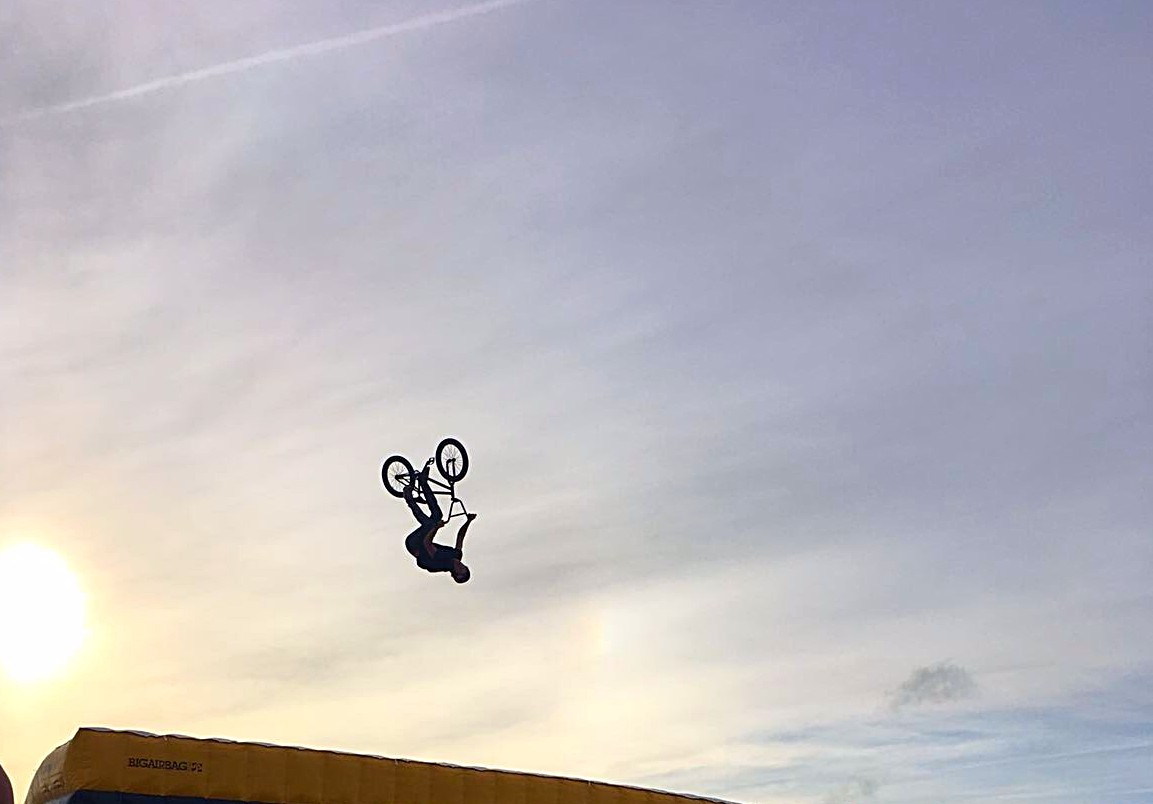
BMX in halfpipe

### Flatland
Bij deze discipline voert men ingewikkelde tricks uit op een verharde, vlakke ondergrond. Bij deze tricks wordt dus alleen gebruikgemaakt van de fiets en niet van schansen of andere obstakels. De tricks die bij flatland uitgevoerd worden verschillen nogal van de andere disciplines. Het zijn combinaties van verschillende posities en rotaties van het fiets of stuur die elkaar opvolgen, meestal alleen op het voor- of achterwiel rijdend. Het kan worden opgevat als een soort van breakdance op een BMX-fiets, met vaak de gratie en sierlijkheid die ook te zien is bij kunstrijden op de schaats. Het vereist veel training en concentratie om een goede flatlander te zijn. Een Flatland-BMX-fiets verschilt heel veel van een park of street-BMX, bij Flatland zijn o.a. de frames veel korter, de voorvorkhoek is steiler, de vork heeft een zero offset en het stuurblok een geringe offset.

## Fietscross
Een wedstrijd op een gesloten parcours om het snelst de finish te halen. Dit parcours begint bij een starthek om vervolgens technisch over bulten en door bochten te gaan, om zo de finish te kunnen halen. Deze wedstrijd wordt verreden in drie manches (rondes) om genoeg punten te verzamelen om door te gaan naar de kwartfinale, halve finale en ten slotte de finale. In de finale rijden maximaal zes tot acht rijders. Deze discipline vereist vooral een combinatie van techniek en conditie.
Er wordt met acht rijders (elektronisch) gestart met behulp van een hek vanaf een startheuvel. Vroeger viel het hek steeds op exact dezelfde wijze zodat de start tot op 320 milliseconden nauwkeurig getraind kan worden. Sinds enkele jaren is de zogenaamde 'random-gate' techniek in gebruik, waarbij het moment waarop het hek valt bij elke race weer anders is. De olympische BMX-baan in Peking is 370 meter lang (mannen) en 350 meter (vrouwen). Mannen en vrouwen rijden een verschillend parcours. Dit heeft onder andere te maken met de relatie tussen snelheid en afstand die men door de lucht af kan leggen. De minimale leeftijd voor een Olympische BMX-atleet is 19 jaar.
Een race duurt tussen de 30 en 40 seconden, waarbij tijdens de rit obstakels moeten worden genomen. Dit kunnen sprongen van meer dan 10 meter zijn, korte opeenvolgende en onregelmatig aangelegde heuveltjes (rhythm sections) en kombochten.
BMX-fietsen kenmerken zich door hun wielmaten: 20" voor de standaard BMX-klasse, 24" voor de cruiserklasse. Het materiaal op sportniveau is technisch hoogstaand en niet te vergelijken met de gemiddelde kinderfiets waar BMX op staat.
Enkele prominente atleten uit de tegenwoordige wielersport zijn in de BMX begonnen. Bekende wielrenners als Cadel Evans, Robbie McEwen en Todd Wells hebben hun oorsprong in de BMX. Bas de Bever, Anneke Beerten, Elis Ligtlee en Robert de Wilde zijn Nederlandse voorbeelden van topsporters die in de BMX zijn gestart.